# 999 هـ
999 هـ هي سنة في التقويم الهجري امتدت مقابلةً في التقويم الميلادي بين سنتي 1590 و1591.

## مواليد
- محمد ميارة
- يحيى أفندي

## وفيات
- عرفي الشيرازي
- عبد الله بن محمد الشنشوري